# Pont Mánes
Le Pont Mánes (tchèque : Mánesův most) est fait pour les voitures et les tramways, situé sur la Vltava, dans le centre historique de Prague, en Tchéquie. Il relie le quartier de Malá Strana au quai Ales et a remplacé la précédente passerelle Rudolf construite en 1869. Le pont porte le nom du peintre tchèque Josef Mánes.

## Historique
Le pont actuel a été conçu en béton et compte quatre arches. Il a été ouvert en 1914, mais n'a pas été achevé avant 1916. À l'origine appelé Pont de l'Archiduc, en l'honneur de l'Archiduc François-Ferdinand d'Autriche, il a été rebaptisé Pont Mánes en 1920. Dans les années 1960, les pavés d'origine ont été remplacés par de l'asphalte.